# Robert S. Duncanson

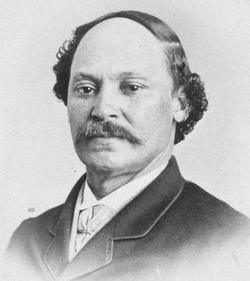
Robert S. Duncanson

Robert Seldon Duncanson, auch Robert Scott Duncanson (* 1821 in Fayette, Seneca County, New York; † 21. Dezember 1872 in Detroit, Michigan), war ein US-amerikanischer Landschaftsmaler der Hudson River School.

## Leben
Duncanson wurde als einer von fünf Söhnen von John Dean Duncanson (≈1777–1851), einem freien afroamerikanischen Handwerker, und dessen Ehefrau Lucy Nickles (≈1782–1854) geboren. 1828 zog seine Familie nach Monroe, Michigan, wo sein Vater ein gutes Auskommen als Anstreicher und Zimmermann fand. Nach einer Tätigkeit als Anstreicher im Familienbetrieb machte sich Duncanson 1838 mit einem Partner als Maler selbständig, ehe er sich 1839 ohne formale künstlerische Ausbildung entschloss, als Porträtmaler zu arbeiten. Autodidaktisch hatte er sich durch Kopieren von Bildern, erste Porträts und Skizzen nach der Natur begonnen, sich zum Maler zu entwickeln. 1840 verließ er als 19-Jähriger Monroe und zog zu Bekannten nach Mount Pleasant, einer Ortschaft im Hamilton County nahe Cincinnati in Ohio, um eine Künstlerkarriere zu beginnen. Mit drei Porträts nahm er 1842 in Cincinnati an einer Kunstausstellung teil. 1845 verbrachte er seine meiste Zeit in Detroit, wo er sich mit einigem Erfolg als Porträtist etablieren konnte. Dort begann er auch, sich für die Genremalerei zu interessieren.

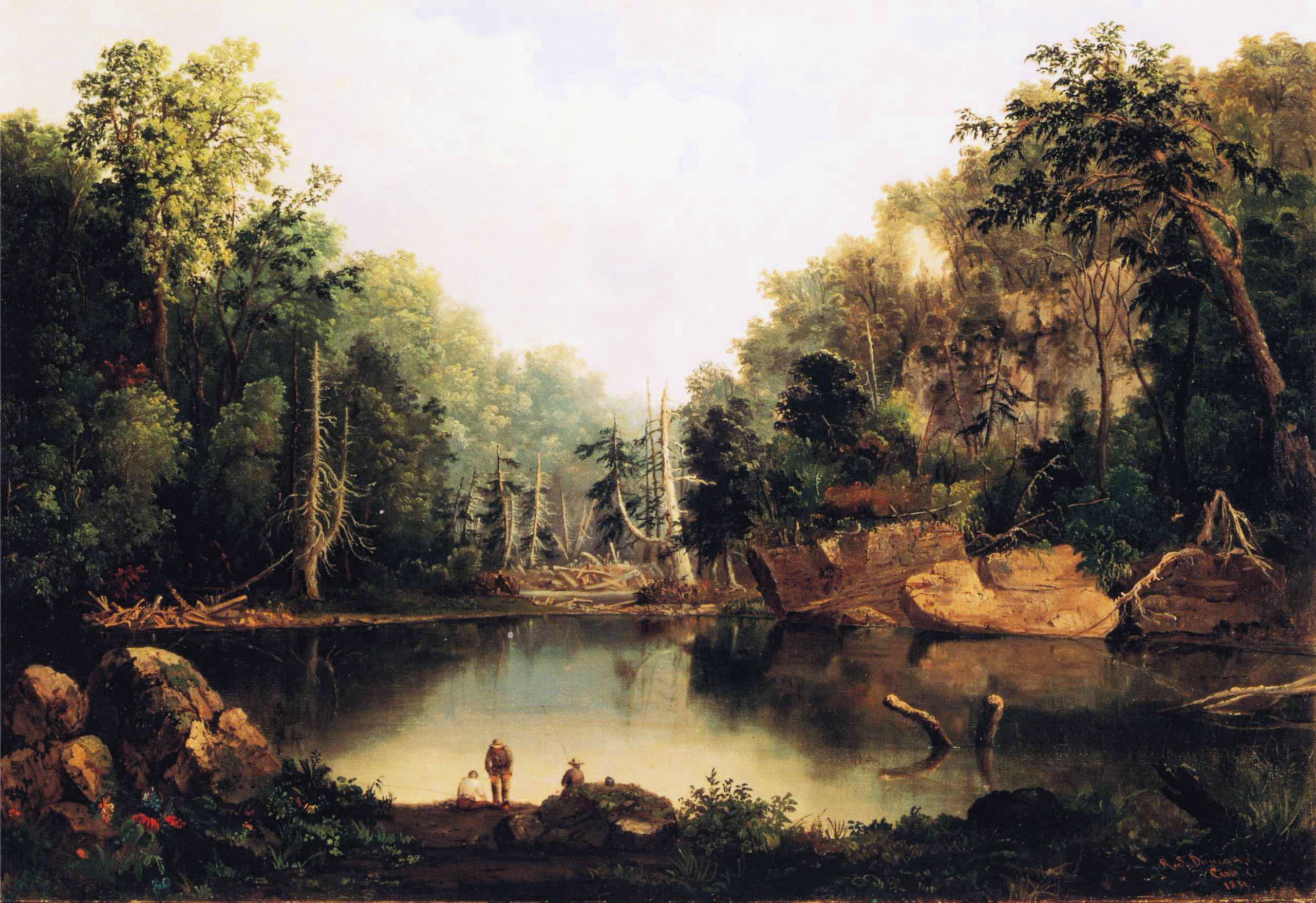
Blue Hole, Flood Waters, Little Miami River, 1851, Cincinnati Art Museum

1846 kehrte er nach Cincinnati zurück. Inspiriert durch Werke der Hudson River School, insbesondere ihres Vertreters Thomas Cole, begann er hier mit der Landschaftsmalerei. 1848 malte er im Auftrag eines methodistischen Priesters das Bild Cliff Mine, Lake Superior. Zusammen mit Worthington Whittredge und William Louis Sonntag, der ihn als Landschafter besonders prägte, unternahm er Streifzüge im Ohio-Tal, auf denen Studien entstanden, die sie in ihren Ateliers zu ideallandschaftlichen Kompositionen im Stile der Romantik verfeinerten. Neben der Landschaftsmalerei begann er in den 1840er Jahren, sich mit der Daguerreotypie zu beschäftigen. 1851 erhielt er als bisher größte Anerkennung seines landschaftsmalerischen Schaffens von Nicholas Longworth, einem zu großem Reichtum gekommenen Immobilienkaufmann Cincinnatis, den Auftrag, dessen Residenz Belmont mit acht monumentalen Wandgemälden auszugestalten.

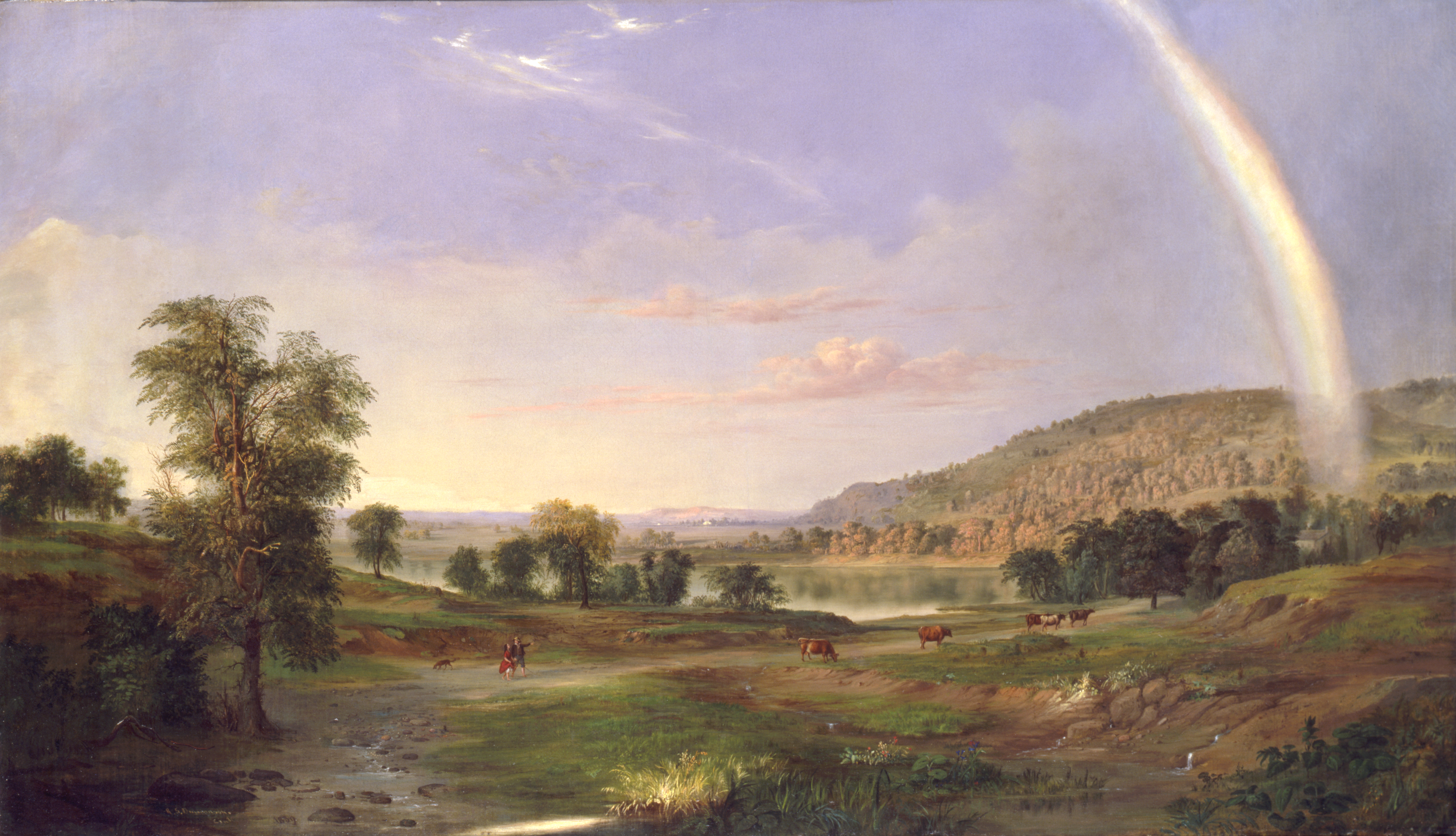
Landscape with Rainbow, 1859, Smithsonian American Art Museum

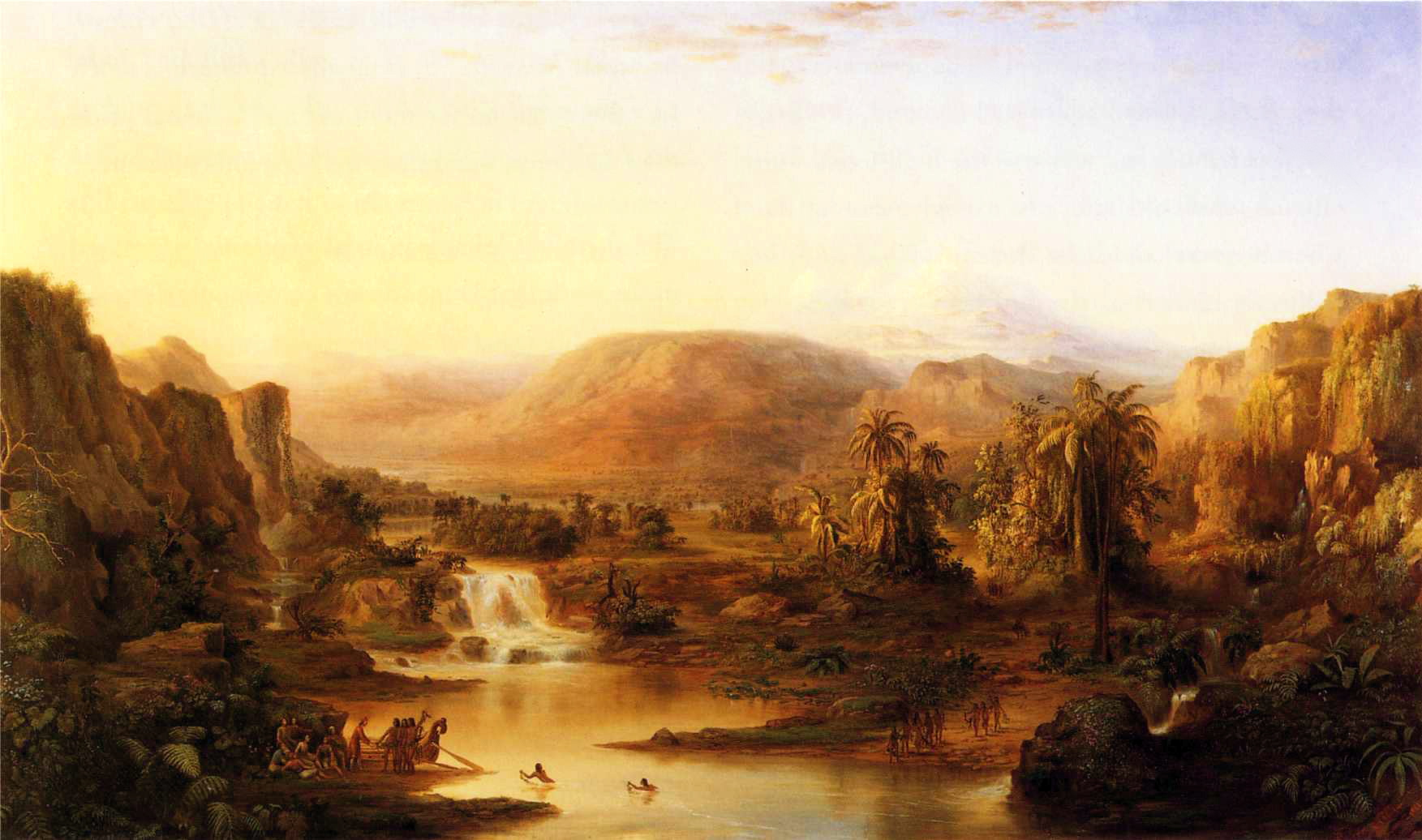
Land of the Lotus Eaters, 1861

1853 brach er – finanziell von Longworth unterstützt, der ihm einen Brief für den Bildhauer Hiram Powers in Florenz mitgegeben hatte – mit Sonntag und John Robinson Tait zu einer Europareise auf, von der sie nach Stationen in London, Paris und Italien 1854 zurückkehrten. In den folgenden Dekaden reiste er wiederholt nach Europa, dessen Landschaftsmalerei ihn nachhaltig beeinflusste. Mit dem Gemälde Landscape with Rainbow gelang Duncanson 1859 ein Hauptwerk, dem 1861 das viel gepriesene Meisterwerk Land of the Lotus Eaters folgte, das von einem Gedicht von Alfred Tennyson inspiriert ist.
Unter der Befürchtung, als Person of Color vom Sezessionskrieg bedroht zu sein, ließ sich Duncanson 1863 für zwei Jahre in Montreal in Kanada nieder. Dort machte er Bekanntschaft mit zahlreichen kanadischen Künstlern, unter anderem Otto Reinhold Jacobi. 1865 zog Duncanson nach Großbritannien. Im Winter 1866/1867 kehrte er nach Cincinnati zurück. 1870/1871 bereiste er Schottland.
1872 erlitt Duncanson in Detroit bei der Vorbereitung einer Ausstellung einen Anfall, der zu seinem Tod im Alter von 51 Jahren führte. Bereits in seinen letzten Lebensjahren hatte sich eine Demenzstörung, vielleicht auch eine Schizophrenie, bei ihm bemerkbar gemacht. So hatte er zur Besorgnis seiner Kunden und Auftraggeber die Vorstellung entwickelt, von einem Meisterkünstler beherrscht zu sein. Seine letzte Ruhestätte fand Duncanson auf der Woodland Cemetery in Monroe, Michigan.
In den 1850er und 1860er Jahren hatte Duncanson – vor allem durch lyrisch gestimmte Pastoralen aus dem Ohio-Tal – einen hervorragenden Ruf erworben. Man pries ihn gar als „the best landscape painter in the West“. Nach dem Tod fielen er und sein Werk dem Vergessen anheim. Erst ab den 1950er Jahren begannen Kunsthistoriker mit seiner Wiederentdeckung.